# Oldřich Šubrt
Oldřich Šubrt (* 8. února 1923) je československý fotbalový trenér a bývalý fotbalista, útočník.

## Hráčská kariéra
Hrál za Slovenu Žilina a Spartak Hradec Králové. V československé a české lize nastoupil ve 163 utkáních a dal 56 gólů.

## Ligová bilance
| Ročník                                     | Zápasy | Góly | Klub                   |
| ------------------------------------------ | ------ | ---- | ---------------------- |
| Celostátní československé mistrovství 1949 | –      | 8    | Slovena Žilina         |
| Celostátní československé mistrovství 1950 | –      | 10   | Slovena Žilina         |
| Mistrovství československé republiky 1951  | –      | 14   | Slovena Žilina         |
| Mistrovství československé republiky 1952  | –      | 9    | Slovena Žilina         |
| Přebor československé republiky 1954       | –      | 3    | Iskra Žilina           |
| Přebor československé republiky 1955       | –      | 5    | Iskra Žilina           |
| 1. československá fotbalová liga 1956      | –      | 3    | Spartak Hradec Králové |
| 1. československá fotbalová liga 1957/58   | –      | 4    | Spartak Hradec Králové |
| CELKEM                                     | 163    | 56   |                        |

## Trenérská kariéra
V československé lize trénoval Spartak Hradec Králové, Jednotu Žilina, Baník Ostrava a TJ Gottwaldov. V létě 1970 vedl krátce také Sklo Union Teplice.